# Acordo de Ohrid (2023)
O Acordo de Ohrid, oficialmente conhecido como Acordo sobre o Caminho para a Normalização entre Kosovo e Sérvia, é um acordo mediado pela União Europeia que visa normalizar as relações diplomáticas entre Kosovo e Sérvia. Em 27 de fevereiro de 2023, foi verbalmente aceito pelo primeiro-ministro kosovar Albin Kurti e pelo presidente sérvio Aleksandar Vučić e um plano para sua implementação foi convencionado em 18 de março de 2023.

## Contexto
Em 2008, Kosovo declarou unilateralmente sua independência da Sérvia. Kosovo e Sérvia concordaram em 2013 com um diálogo facilitado pela União Europeia (UE), e chegar a um acordo com Kosovo é um requisito para a Sérvia ingressar na UE.

## História
Inicialmente conhecido como "proposta franco-alemã", o acordo foi redigido por diplomatas franceses e alemães baseados na região e foi inspirado no modelo das "duas Alemanhas" da Guerra Fria. Em 5 de dezembro de 2022, a União Europeia apresentou um projeto de proposta a Kosovo e à Sérvia na cúpula UE-Balcãs Ocidentais em Tirana. Em 27 de fevereiro de 2023, o presidente sérvio Aleksandar Vučić e o primeiro-ministro kosovar Albin Kurti se encontraram em Bruxelas para discutir um acordo, onde aceitaram o projeto da UE. Josep Borrell, Ministro das Relações Exteriores da UE, afirmou que não havia necessidade de mais discussões sobre o plano em si e que as negociações futuras seriam dedicadas à sua implementação. Kurti e Vučić se encontraram novamente em 18 de março em Ohrid, na Macedônia do Norte, e aceitaram verbalmente um roteiro para a implementação do acordo.

## Acordo
Embora o acordo não exija explicitamente que a Sérvia reconheça Kosovo como independente, ele impede a Sérvia de se opor à adesão de Kosovo a organizações internacionais como o Conselho da Europa, a União Europeia ou a OTAN, além de exigir que a Sérvia reconheça os símbolos nacionais, passaportes, diplomas e placas de veículos kosovares. O Kosovo deve garantir um nível adequado de autogestão para sua comunidade étnica sérvia. O objetivo final do convênio é criar "um acordo juridicamente vinculativo sobre a normalização abrangente das relações [Kosovo-Sérvia]". No texto do acordo, o nome Kosovo é usado sem asterisco e ambas as partes são referidas nominalmente, ou seja, como Sérvia e Kosovo, em vez de Belgrado e Pristina.

### Disposições
As disposições do acordo incluem:
- As duas partes devem desenvolver relações normais e de boa vizinhança.
- As partes reconhecerão mutuamente seus respectivos documentos e símbolos nacionais, incluindo passaportes, diplomas, placas de veículos e carimbos alfandegários.
- Ambas as partes respeitarão a independência, a autonomia e a integridade territorial uma da outra, bem como o direito à autodeterminação.
- As partes resolverão quaisquer disputas entre si exclusivamente por meios pacíficos e se absterão da ameaça ou do uso da força.
- Nenhuma das partes pode representar a outra na esfera internacional.
- A Sérvia não se oporá à adesão do Kosovo a nenhuma organização internacional.
- Nenhuma das partes bloqueará, nem encorajará outras partes a bloquear, o progresso da outra parte no seu respectivo caminho para a UE.
- O governo do Kosovo comprometer-se-á a garantir um nível adequado de autogestão para a comunidade étnica sérvia no Kosovo.
- O Kosovo garantirá a segurança das propriedades da Igreja Ortodoxa Sérvia dentro de suas fronteiras.
- O Kosovo e a Sérvia trocarão missões permanentes nas capitais uma da outra.
- Ambas as partes devem continuar a implementar acordos anteriores.